# Barnuppfostran i Sverige vid sekelskiftet 1900
Barnuppfostran i Sverige vid sekelskiftet 1900 präglades av genomslaget av en ny syn på barn och barnuppfostran, man började se barndomen som en period i livet som innebar andra behov än vuxenlivet.

## Bakgrund

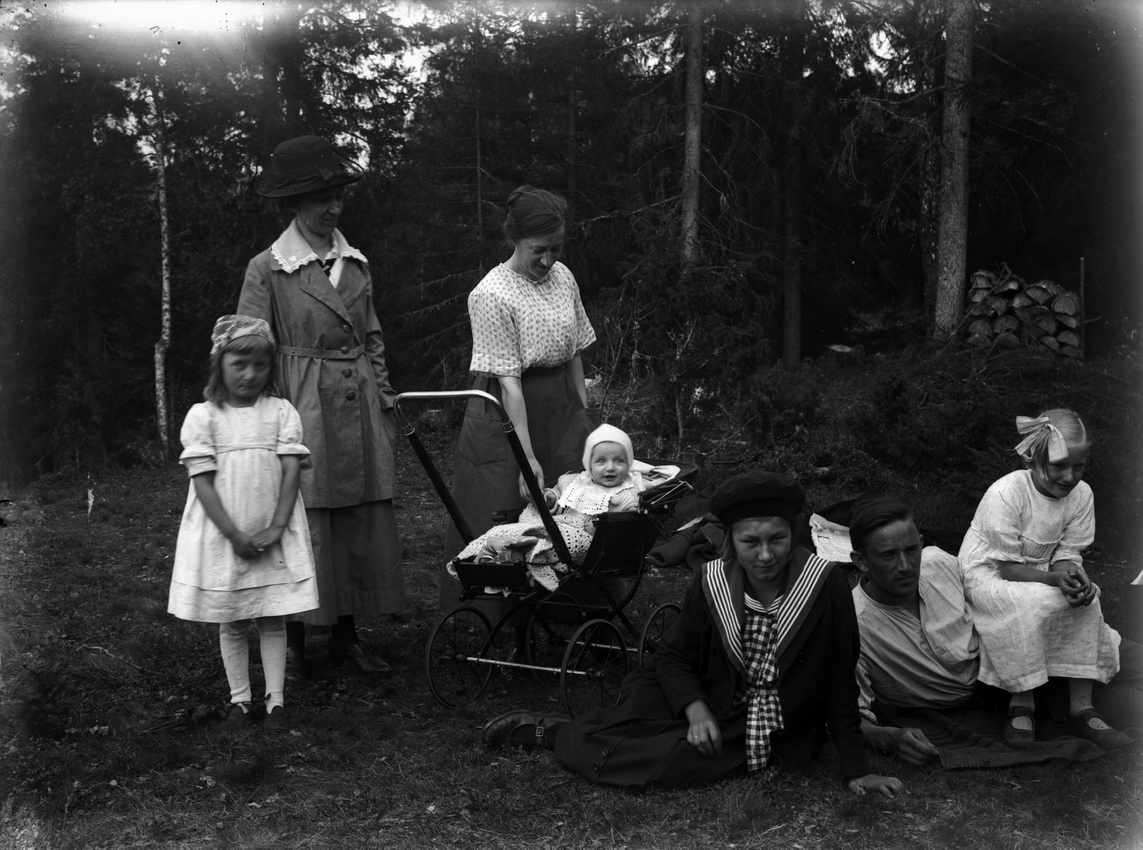
Familjegrupp sju personer. Martin Pettersson (givarens farbror, samt några fastrar) (1910).

Vid sekelskiftet hade Sverige cirka 5 miljoner invånare. År 1850 sysselsatte jordbruket med binäringar 75,5 procent av Sveriges befolkning och det var vanligt att barnen hjälpte till med arbetet på gården. Barnen fyllde många funktioner: de innebar billig arbetskraft, kunde ta hand om sina föräldrar när de blev äldre och föra släkten vidare. Barnen sågs som blivande vuxna men hade inte samma frihet, ansvar, plats eller status som en vuxen. Barnen förväntades att hålla sig i bakgrunden till de vuxna. De vuxna såg det inte som ett utnyttjande utan barnen sågs utifrån ett praktiskt och naturligt perspektiv, att de uppfyllde människans roll. Barnuppfostran utfördes av föräldrarna, ibland av präster och eventuella lärare om man hade några. Hård disciplin var vanligt och det var sällan som barn ifrågasatte de vuxnas makt. 1900-talet medförde stora förändringar för befolkningen, inte minst för barnen. Industrialiseringen innebar andra arbetsmöjligheter och folk flyttade in till städerna. Nya och modernare arbetssätt uppkom och medförde förändringar i vardagen även för barnen. Vid 1800-talets slut började också nya pedagogiska tankar att formuleras i syfte att forma den moderna människa. Genom vetenskaperna skulle ny kunskap tas fram och användas.

## Historia
Århundradet gick in med en intensiv debatt om problemet om svältande, vanartade och förbisedda ungar och bristen på offentligt kontrollerade institutioner för barn. Den största delen av den sociala omvårdnaden bedrevs vid denna tid genom välgörenhet. Samhällets ansvar var inte särskilt stort och fattigvården kunde bara hjälpa när nöden var enorm, de kunde till exempel ge ett par kängor till det barfota barnet eller mat i form av fattigsoppa. Man var orolig för barnen på gatorna, men man var samtidigt också rädd att ge för mycket understöd, eftersom det ansågs kunna leda till slapphet. Vid sekelskiftet 1900 fanns det 200 välgörenhetsstiftelser som hjälpte barnen på olika sätt. Under den första 1 maj-demonstrationen 1890 ansåg borgarklassen att arbetarbarnen måste förenas med samhället och gatubarn måste intas på speciella anstalter för att bli samhällsnyttiga. Det handlade om att förhållanden mellan vuxna och barn samt mellan samhällsklasser behövde förändras. Dessutom handlade det om barns möjligheter att få arbete och barn som objekt för kommersiella intressen. Det innebar en långsam förvandling från en auktoritär till en demokratisk uppfostran under 1900-talet.

### Landsbygd och städer
Inflyttningen till städerna innebar en nödvändig förändring av barnuppfostran. Bondesamhälleets gamla uppfostran hade en betoning på tystnad, lydnad och arbetsamhet. I den nya miljön i städerna var detta inte längre lämpligt. Den gamla uppfostran fungerade i bondesveriges orörliga samhällssystem där människorna hade små möjligheter annat än att stanna på sin kompetensnivå, man behövde alltså hålla sig till sin specialitet. I det sammanhanget var det bäst att lägga locket på barnets ifrågasättande och lära dem tystnad och underkastelse. Samhället fick en ny rörlighet i städerna och på grund av det började föräldrarna att modifiera de invanda föreställningarna om barn och barnuppfostran för att bättre passa den nya tidens krav.  Tanken på att samhället inte var givet utan kunde formas gjorde att frågor kring barnets uppfostran sattes i mer fokus.

### Föräldrakärleken växer fram
Historikern Philippe Ariès menar att det skedde en fundamental omsvängning i synen på barn i västvärlden på 1800-talet. Med framväxten av synen på barn som en grupp med speciella egenskaper och framväxten av skolväsendet etablerades en ny typ av känslorelation till barn. Från att barnen var arbetskraft och att familjen hölls samman av den gemensamma egendomen, synsättet att familjen hölls samman av kärlek. Det etablerades en ny sorts känslorelation till barn i den bildade medelklassen och överklassen. Denna syn spreds från de övre klasserna nedåt i samhällsskikten. Genom nationalstaternas tillkomst, urbaniseringen och den framväxande medelklassen ökade behovet av utbildning. Det bidrog till en tydligare uppdelning av barn och vuxna och uppgifterna i barnuppfostran mellan hem och skola, hem och stat. Förutsättningen för starkare känsloband till barnen ökade och kärlek som familjens kitt stärktes.

### Skolväsendet
Institutioner för små barn var långt ifrån självklara. För vilka barn, på vilket sätt och vem ansvaret ligger på var aktuella alltsedan institutioner för yngre barn på privat initiativ började inrättas i Sverige under 1800-talet i form av småbarnsskolor, barnkrubbor och barnträdgårdar. Institutioner för barn innan skolåldern fann det länge få av och det diskuterades vilka satsningar som bör göras. Det har förts en kamp mellan olika synsätt på barns behov och förmåga, om vad som sätts som lämplig ålder för institutionsvistelse, hur lång den ska vara och vad den ska innehålla. Det har även funnits politiska oenigheter i vad som anses vara föräldrarnas, kommunens eller statens ansvar samt vilka ekonomiska resurser som bör satsas. När sådana frågor diskuteras spelar föreställningar kring familjebildning och familjeliv, liksom synen på barn och barndom, en viktig roll.
De första så kallade småskolorna bildades 1836 och riktade sig till barn mellan 2 och 7 år. Förebilden var de institutioner som inrättats i Tyskland och England i slutet av 1700-talet och början av 1800-talet. Det fanns ett visst pedagogiskt syfte, men mestadels handlade det om att skydda barn från att utnyttjas som arbetskraft. Så småningom infördes småskolan för barn i lägre skolåldrar och då försvann småbarnsskolorna. I stället inrättades barnkrubbor i mitten på 1800-talet av stiftelser, församlingar och föreningar för att ge stöd åt fattiga, arbetande mödrar. Barnkrubborna var enkla och pengar saknades för att hålla en rimlig standard på lokaler och hygien. Välbärgade familjer hade sina barn istället i barnträdgårdar, som bildades i slutet av 1800-talet. De kallades även kindergarten och inspirerades av Friedrich Fröbels pedagogik. Barnträdgårdarna tog emot barn mellan 4 och 7 år för lek och sysselsättning några timmar per dag och verksamheten var avgiftsbelagd. Skillnaden mellan barnkrubborna och barnträdgårdarna var alltså till en början mycket stor – barnkrubborna var i första hand välgörenhetsinrättningar medan barnträdgårdarna riktade sig till medel- och överklassens barn. Barnträdgårdarna hade inga kommunala eller statliga bidrag och fick därför förlita sig på avgifter, men efter hand fick barnträdgårdarna vidare spridning och kunde småningom få kommunala bidrag. År 1904 startade Ellen och Maria Moberg en folkbarnträdgård för arbetarbarn och snart fick barn från fler samhällsgrupper gå i barnträdgårdar. Verksamheten bytte senare namn till lekskola och deltidsgrupp, medan barnkrubborna började kallas daghem. Då hade de blivit av med fattigstämpeln, fått utbildad personal och pedagogisk inriktning.

### Renlighet
Inom läkarvetenskapen hände det mycket i slutet av 1800-talet som gav läkarna mer kunskaper. Personer som Koch, Lister, Pasteur, Semmelweis och många andra hade kunnat påvisa bakteriers och smittors betydelse, på en vetenskaplig grund. Det visade sig att hygien och renlighet hindrade infektioner och smittsamma sjukdomars spridande. Det tog lång tid för folket att ta vårdens företrädare på allvar. Det blev en moralisk och ekonomisk fråga att vara hygienisk. Det började sägas uppifrån att ett rent överklassbarn inte kunde umgås med det smutsiga arbetarbarnet.

## Personer
Personer som var starka influenser i synen på barns uppfostran och statens ansvar:
- Friedrich Fröbels – En tysk reformpedagog. Under 1800-talets andra hälft spred sig Friedrich Fröbels (1782–1852) idéer om pedagogik för de tidiga barnaåren och synen på barnträdgården som skild från den obligatoriska skolan. Barnträdgårdar grundade på Fröbels pedagogik började allmänt inrättas under 1890-talet i Sverige[10]

- Ellen Key – År 1900 kom Ellen Keys bok Barnets århundrade ut. Boken spelade en stor roll för den pedagogiska debatten under 1900-talet. Key kritiserade skolan för att om- och likforma barnen och ville också att barn skulle utvecklas fritt under diskret moderlig ledning.[11]

- Alva Myrdal – Alva och Gunnar Myrdals bok Kris i befolkningsfrågan (1934) väckte debatt och medvetenhet om betydelsen av samhällsinsatser för att främja barnafödande och barnens fysiska och psykiska utveckling i de tidiga åren. Alva Myrdal hade i sin bok Stadsbarn (1935) fört in nya idéer och en ny syn på barnträdgårdarnas och daghemmens roll för att åstadkomma social utveckling i samhället. En stor diskussion inom barnträdgårdsverksamheten fördes nu där de tidigare allmänt omfattade idéerna från Fröbel om vikten av en hemliknande och innerlig inriktning för barnträdgårdarna ställdes mot Alva Myrdals syn på barnuppfostran som utgick från modern forskning i barnpsykologi. [10]

## Agaförbud
Två orsaker till att synen på barn förändrades under 1900-talet var internationella konventioner och att man inrättat myndigheter som barnombudsmannen. Barn gick från att ses som objekt till att idag framträda som subjekt med egna rättigheter. En viktig del i förändringen mot ökade rättigheter för barn var förbudet mot aga som blev svensk lag 1979. Agaförbudets införande markerade förändrande attityder till uppfostran och en förändrad syn på barn. Det kan även betraktas som slutet på en lång process för att avlegitimera utövande av våld i uppfostringssyfte. Först avskaffades agan för vuxna och senare för barn. Redan år 1918 infördes ett förbud mot kroppslig bestraffning och annan kränkande behandling av elever på högre folkskolor och kommunala högre skolor. Aga förbjöds sedan på läroverken år 1928, och aga som utfördes av andra än vårdnadshavaren blev synonymt med misshandel år 1958. Det innebar i sin tur att agan av elever i folkskolan var ett minne blott. Som en konsekvens av detta förbjöds även aga av barn som vistades på skyddshem eller barnhem i lag år 1960. Dessa förändringar skedde efter många års diskussioner, vilket är viktigt att understryka. Agans rätt i samhället ifrågasattes under flera decennier innan ett förbud slutligen blev en del av lagen.
Barnmisshandel fick en medicinsk definition på 1960-talet i och med att den amerikanske läkaren Henry Kempe lanserade begreppet the battered child syndrome. Riskerna som kom med hård aga blev kända och diskussionerna om agans skadlighet blev mer intensiva. Nu återstod bara föräldrars och vårdnadshavares rätt att aga barn, men år 1966 ströks den rätten och ett drygt decennium senare infördes ett totalförbud mot aga.
Förbuden säger något om hur normativa uppfattningar om barn och våld har förändrats, men undersökningar av vuxnas attityder till barnuppfostran kan ge en desto djupare bild av synen på aga. Agaförbudet infördes i Sverige under en tid då omkring 33 procent av föräldrarna ansåg att aga var en naturlig del av uppfostran. Attityderna till aga hade förändrats rejält sedan 1960-talet. År 1965 var 53 procent av föräldrarna positivt inställda till aga. Andelen sjönk till 42 procent år 1968 och var nere på 35 procent år 1971. Den positiva inställningen till aga blivit än mer sällsynt efter att agaförbudet infördes.

## Framträdande drag i barnuppfostran
Barnet var som intensivast utsatt för hemmets uppfostran i perioden från 3–4 till 6–7 år. Barnet kunde röra sig fritt i och utanför hemmet. Han kunde inte tala helt rent, men ansågs förstå tilltal från de vuxnas sida. Dessutom började han få kamrater som kunde överföra dåliga vanor. Det var därför vid denna ålder som uppfostran behövdes sättas in med full kraft. Det primära var att lära barnen renlighet. Ett välpolerat yttre innebar en viss status för både föräldrar och barn. 
Det var vanligt att föräldrar använde ordspråk och talesätt som en del av uppfostran. Exempel på ordstäv som gällde renlighet var "låt mig ta kråkan, annars bits hon!" eller "Om jag inte får kamma dig, så göra lössen sitt bo uppe i huvudet på dig." När barnen hade kommit till den åldern då de visade prov på egen vilja gällde det att tvinga dem till lydnad, och då användes många talesätt för att inpränta lydnad. Exempel på sådana ordspråk är "se men inte röra, så brukar prästens barn få göra" och "ska jag dit och rensa upp öronen på dig". Annat som också var viktigt i barnuppfostran var bordsseder som att inte rata maten "Den, som inte äter det han får, han får vara utan". En annan stor och allvarlig del av barnuppfostran gällde barnets förhållande gentemot främmande – barnet fick inte vara för framfusigt men heller inte blyg. Ett barn som inte hälsade kunde få höra "Vem äger dig då, som inte vet av att du ska hälsa?". 